# Джубзанг Джубзанг
Джубзанг Джубзанг (англ. Jubzhang Jubzhang; 7 мая 1971 года) — бутанский лучник, участник трёх Олимпиад.

## Карьера
На Олимпийских играх Джубзанг Джубзанг дебютировал в 1992 году. Тогда он впервые был знаменосцем сборной Бутана на церемонии открытия Игр.
Он принял участие в обоих видах программы у лучников. В командном первенстве бутанская сборная заняла последнее, 20-е место, существенно отстав от остальных команд. В личном первенстве Джубзанг набрал в предварительном раунде 1221 очко, что принесло ему 63-е место (он смог опередить 12 атлетов, в том числе двух своих товарищей по команде). Этот результат не позволил ему пройти в следующий раунд.
На Олимпиаде 1996 года бутанский лучник вновь был знаменосцем и выступил только в личном первенстве. В предварительном раунде Джубзанг набрал 643 очка и занял 49-е место из 64 спортсменов, что означало что в первом раунде его соперником должен стать занявший 16-е место украинец Станислав Забродский, который набрал на 21 очко больше. Несмотря на это в личной встрече бутанец и украинец набрали одинаковое количество очков (по 156) и судьба матча решилась дополнительной стрелой. Забродский своим выстрелом набрал 9 очков, а Джубзанг попал в «восьмёрку» и завершил выступления.
На сиднейской Олимпиаде Джубзанг третий раз подряд нёс бутанский флаг на церемонии открытия игр. В личном первенстве он с 596 очками занял 55-е место, а в первом раунде прекратил борьбу, уступив бельгийскому лучнику Нико Хендриксу со счётом 156-162.
Владеет в Бутане магазином по продаже различных товаров, связанных со стрельбой из лука.